# Soga no Kurayamada no Ishikawa no Maro
Soga no Kurayamada no Ishikawa no Maro (蘇我倉山田石川麻呂?   fallecido el 15 de mayo de 649) fue un noble japonés que vivió durante el período Asuka y perteneció al clan Soga. Fue hijo de Soga no Kuramaro y nieto de Soga no Umako.

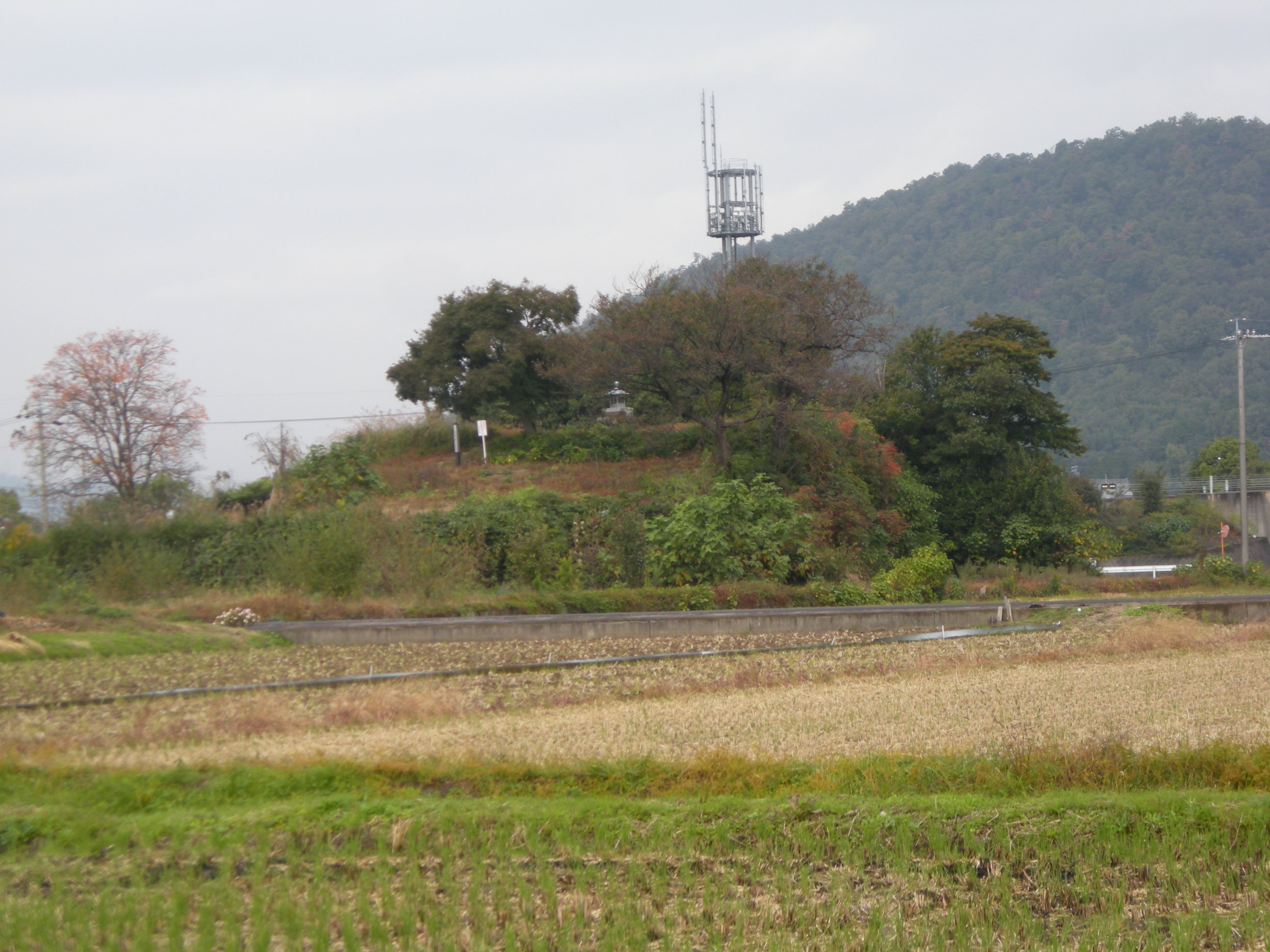
Presunta tumba de Soga no Kurayamada no Ishikawa no Maro en Kakamigahara, prefectura de Gifu (Sitio histórico municipal)

En 645 se asoció con el Príncipe Naka-no-Ōe (futuro Emperador Tenji) y con Nakatomi no Kamatari, en el asesinato del líder del clan Soga, Soga no Iruka, quien ejercía un gran poder detrás de la Emperatriz Kogyoku. Este hecho sería conocido como el Incidente Isshi y desencadenó en la abdicación de la Emperatriz Kogyoku a favor del Emperador Kotoku.
Poco después, el nuevo emperador junto con el Príncipe Naka-no-Ōe y Kamatari establecieron las Reformas Taika, que determinaron las doctrinas sociopolíticas de Japón durante la segunda mitad del siglo VII (período Hakuhō). Kurayamada no Ishikawa no Maro estrenó el nuevo cargo de udaijin (Ministro de la Derecha).
No obstante, en 649 un confuso incidente lo señaló de haber cometido traición al emperador y terminó ahorcándose en el templo Yamada-dera. Su esposa y siete de sus hijos también optaron por el suicidio, mientras que otros parientes fueron capturados y ejecutados. El descubrimiento posterior de documentos que lo exculpaban del incidente, le otorgaron un perdón póstumo y el calumniador fue exiliado a la provincia de Tsukushi. La muerte de Kurayamada no Ishikawa no Maro condujo el fin del clan Soga en la vida política.